# قانون فيلدر للقيمة الابتدائية
قانون فيلدر للقيمة الابتدائية (بالألمانية "Ausgangswertgesetz", حيث Ausgangswert تعني الأساسية حسب المصطلحات الحديثة) ينص على أن «يعتمد اتجاه استجابة وظيفة الجسم لأي عامل اعتمادًا كبيرًا على القيمة الابتدائية لهذه الوظيفة», ووضع هذا القانون جوزيف فيلدر (Joseph Wilder). ومن غير الواضح ما إذا كان ذلك تأثيرًا حقيقيًا أو خدعة إحصائية.
"Das Ausgangswertgesetz" نُشر لأول مرة عام 1931 وقامت بنشره دار نشر سبرنجر. فلقد قام فيلدر بحقن الحالات البشرية بجرعات من بيلوكاربين أو أتروبين أو أدرينالين ووجد أن التغيرات في معدل النبض وضغط الدم كانت أقل من المتوسط، إذا كانت تلك القيم أعلى في تلك الحالات قبل الحقن، والعكس صحيح.
بدأت أولى مقالات وأعمال فيلدر غير الرسمية حول هذا الموضوع عام 1922. فقد كان يعمل في ذلك الوقت في مكتب الطبيب الحاصل على جائزة نوبل يوليوس فاغنر فون ياورغ، وقد كان هذا المكتب في جامعة فيينا. ولكن نظرًا لأن فيلدر كان يهوديًا، فلم تتح له فرص مشابهة للحصول على درجة الأستاذية الكاملة مع تقدم مساره المهني. فلقد توقف هذا المسار المهني مؤقتًا نتيجة الهجرة إلى الولايات المتحدة عام 1938. ولقد قامت أعمال فيلدر على قانون القيمة الابتدائية، والتي انتشرت في جميع أنحاء العالم. هذا وقد تعددت أبحاث وكتابات فيلدر ما بين أطروحات متنوعة حول الأخلاق والتفكير السحري وأبحاث حول علم الجريمة والتصلب اللويحي والدم السكري والعديد من الموضوعات الأخرى. ولقد مارس أيضًا التحليل النفسي في نيويورك، وفيما سبق بوصفه مدير مستشفى روتشيلد للأمراض العصبية المسماة "Rosenhügel" في فيينا.